# Crumuscus vitalis
Crumuscus vitalis là một loài rêu trong họ Ditrichaceae. Loài này được W.R. Buck & Snider mô tả khoa học đầu tiên năm 1992.